# Toms Chaussures

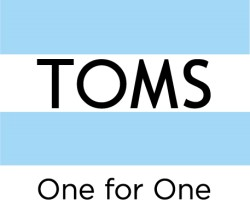
logo toms

Toms (stylisée en TOMS) est une société à but lucratif, basée à Playa Del Rey, en Californie. Elle a été fondée en 2006 par Blake Mycoskie, un entrepreneur de Arlington, Texas. La société conçoit et vend des chaussures basées sur une conception en alpargata d'Argentine, mais aussi des lunettes, du café, des vêtements et des sacs à main. Lorsque Toms vend une paire de chaussures, une nouvelle paire de chaussures est donnée à un enfant qui n'en a pas. Ce système est répliqué pour les lunettes, pour lesquelles une partie des bénéfices est utilisée pour protéger ou améliorer la vue de personnes dans les pays en développement. 
Par ailleurs, la société a lancé Toms Torréfaction en 2014. Avec chaque achat de café, l'entreprise s'associe à des organisations de donateurs afin de fournir plus de 140 litres d'eau potable, correspondant à une semaine de consommation d'une personne dans le besoin. En 2015, Toms Sac de Collecte a été lancé pour faire progresser la santé maternelle. Les achats des sacs de la marque aident à la formation d'accoucheuses qualifiées ainsi qu'à la confection de guides pratiques qui aident les femmes à la pratique de l'accouchement en toute sécurité.

## L'histoire de l'entreprise

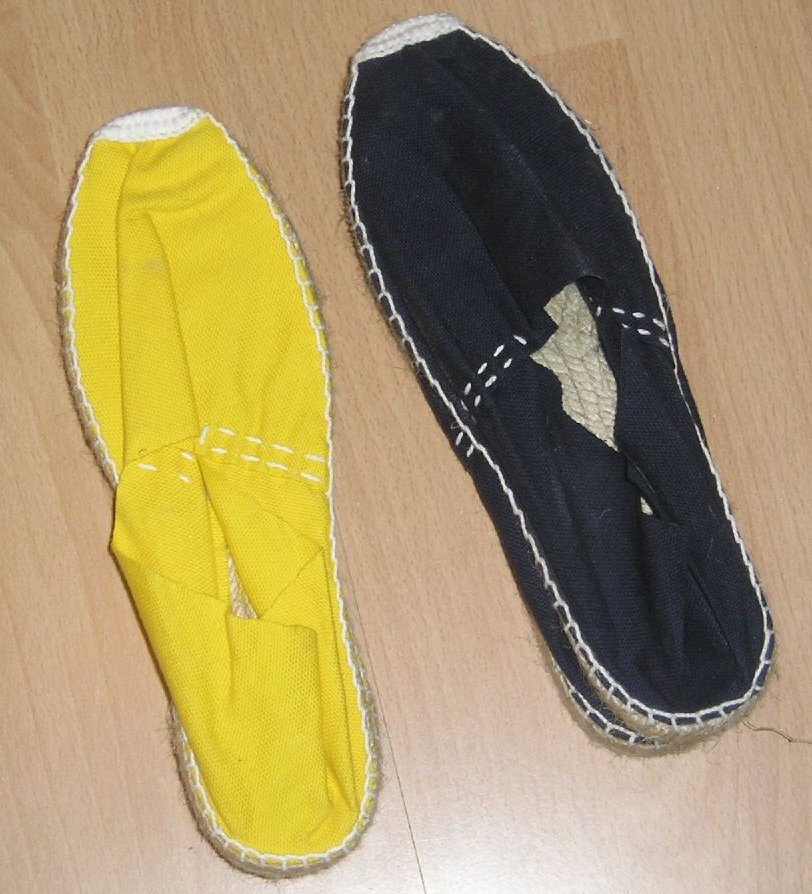
Des espadrilles.

Blake Mycoskie a séjourné en Argentine en 2002. Il y est retourné en vacances en janvier 2006 et a remarqué que les joueurs de polo de ce pays portaient des alpargatas, une simple chaussure en toile qu'il a commencé à porter lui-même et qui sont le modèle de l'original de la collection de chaussures Toms. Celles-ci sont fabriquées à partir de toile ou de tissu de coton avec des semelles cordées. Toms les transforme ensuite en semelles de caoutchouc. Mycoskie a rapporté qu'au cours de son travail bénévole dans la périphérie de Buenos Aires, il a observé beaucoup d'enfants parcourant les rues sans chaussures. C'est ainsi qu'il a décidé de développer un type de alpargata pour le marché nord-américain, avec pour objectif de fournir une paire de chaussures gratuite pour les jeunes d'Argentine et d'autres pays en développement pour chaque paire vendue.

## Modèle d'entreprise

### «Un pour un»
Le business model de Toms est dénommé « un pour un ». Il correspond à un don de chaussure à chaque enfant dans le besoin pour chaque vente de détail de produits. Parmi les pays bénéficiaires, on compte l'Argentine, l'Éthiopie, le Guatemala, Haïti, le Mexique, le Rwanda, l'Afrique du Sud et les États-Unis. 

### Critiques
Toms a été critiquée par des organisations non gouvernementales selon lesquelles son modèle d'entreprise se fondait sur la bonne conscience que voudrait se donner ses clients, au lieu de s'attaquer aux causes sous-jacentes de la pauvreté. Par ailleurs, les critiques se sont portées sur l'intérêt du modèle de don, qui pourrait être moins efficace que le transfert monétaire direct. À la suite de ces reproches, Toms a installé sa chaîne de production de chaussures dans les pays bénéficiaires des dons. Ainsi la marque fabrique actuellement des chaussures au Kenya, en Inde, en Éthiopie et en Haïti.